# Teachers (série télévisée, 2016)
Pour les articles homonymes, voir Teachers.
Teachers est une sitcom américaine créée par les membres de la troupe d'improvisation The Katydids, diffusée entre le 13 janvier 2016 et le 19 mars 2019 sur TV Land.
En France, la série est diffusée depuis le 10 novembre 2018 sur Comedy Central. Néanmoins, elle reste inédite dans les autres pays francophones.

## Synopsis
Le quotidien de six institutrices de l'école élémentaire Fillmore à Chicago.

## Distribution

### Acteurs principaux
- Caitlin Barlow : Cecilia Cannon
- Katy Colloton (VFB : Valérie Muzzi) : Chelsea Snap
- Cate Freedman : AJ Feldman
- Kate Lambert (VFB : Dominique Wagner) : Caroline Watson
- Katie O’Brien (VFB : Esther Aflalo) : Mary Louise Bennigan
- Kathryn Renée Thomas (VFB : Célia Torrens) : Deb Adler

### Acteurs récurrents
- Tim Bagley (VFB : Michel Hinderyckx) : Principal Toby Pearson
- Ryan Caltagirone : Papa Canon
- Eugene Cordero : Marty Crumbs
- Trevor Larcom : Blake
- Zackary Arthur : David
- Cheyenne Nguyen : Beth
- Lulu Wilson : Annie
- Siena Agudong : Tiffany
- Nicolas Hedges : Peter
- Mataeo Mingo : Brad
- Haley Joel Osment : Damien Adler
- Richard T. Jones : Frank Humphrey
- Patricia Belcher : Mavis

## Production
La série est basée sur la web série du même nom créée par les membres de la troupe d'improvisation The Katydids.
TV Land a commandé un pilote en mars 2014, puis une première saison de dix épisodes en octobre 2014.
Le premier épisode a été diffusé en streaming le 15 décembre 2015 avant la diffusion sur la chaîne.
Le 3 mars 2016, la série est renouvelée pour une deuxième saison de vingt épisodes, diffusée en deux parties de dix épisodes.
Le 20 avril 2017, la série est renouvelée pour une troisième saison de vingt épisodes.

## Épisodes

### Première saison (2016)
1. Pilote (Pilot)
2. Photo de classe (Picture Day)
3. La vidéo (Duct Duct Goose)
4. La liaison secrète (Hall of Shame)
5. Les ex et les clans (Jacob)
6. Un baiser en état d’ébriété (Drunk Kiss)
7. Tweet indécent (Bad Tweeter)
8. Éducation sexuelle (Sex Ed)
9. Repas très chaud (Hot Lunch)
10. Dernier jour  (The Last Day)

### Deuxième saison (2017-2018)
Cette saison de vingt épisodes est diffusée en deux parties égales : à partir du 17 janvier 2017, puis à l'automne dès le 7 novembre 2017.
1. Rentrée des classes (First Day Back)
2. Attention aux inconnus (Stranger Danger)
3. Micro maison (School Sweet School)
4. Blake redouble / Redoublement (Held Back)
5. Le jugement de Snap (Snap Judgement)
6. Brokebitch moutain (Brokebitch Mountain)
7. Finie à trente-et-un ans (Thirty-One and Done)
8. Branle-bas de combat (Getting Drilled)
9. En sécurité (In Security)
10. Déjeuner ! La comédie musicale (Lunchtime! The Musical)
11. Le bal de l'école (Dosey Don't)
12. Passive agressive (Passive Eggressive)
13. Accros et à cran (Dire Straights)
14. Cauchemar à Fillmore (Nightmare on Fillmore Street)
15. Le rencard (Hot Date)
16. Les gros seins de la colère (Let It Flow)
17. La chandelle (Third Wheel)
18. Ambiance toxique (Toxic Workplace)
19. Mon cœur n'est pas un jeu (Don't Go Pranking My Heart)
20. Les affres du travail (Labor Pains)

### Troisième saison (2018-2019)
Cette saison de vingt épisodes, qui est la dernière, est diffusée en deux parties égales : à partir du 5 juin 2018, puis  à l'hiver dès le 15 janvier 2019.
1. Le grand départ (Hello, Goodbye)
2. Selfie meurtrier (All By Myselfie)
3. Des poux et des hommes (Of Lice and Men)
4. Lâche-moi la grossesse (Leggo My Preggo)
5. La sortie scolaire (Gender Bender)
6. À la conquête de Blake (Wake and Blake)
7. Chelsea écrit un livre (The Book Challenge)
8. L'expulsion (For Poorer or Poorer)
9. Mal de mère / Ce n'est pas la mère à boire / Quand la mère monte, la fille descend (Step By Stepsister)
10. Papa mortellement canon (Hot Deadly Dad)
11. Comme un ours sans cage (Thoughts and Bears)
12. Opération congélation (Operation Egg Drop)
13. Des pressions Post-Partum (Playing the Partum)
14. Sur la touche (Sidelined)
15. Affronter ses pairs (Face Your Peers)
16. Ne jamais s'attacher (Relationslut)
17. L'ultime peignoir (The Final Robe)
18. Le charriot révélateur (The Tell-Tale Cart)
19. Professeurs multitâches (Teacher Depreciation Week)
20. Vive la Mariée ! (Wedded Miss)

## Accueil

### Réception critique
La première saison est accueillie de façon positive par la critique. L'agrégateur de critiques Metacritic lui accorde une note de 66 sur 100, basée sur la moyenne de 10 critiques.
Sur le site Rotten Tomatoes, elle obtient une note moyenne de 69 %, sur la base de 13 critiques.
Pierre Langlais pour Télérama trouve que « l'énergie des comédiennes est réjouissante » mais que « les blagues tombent trop souvent à plat ».